# In voor- en tegenspoed (VARA)
In voor- en tegenspoed was de titel van een Nederlandse komedieserie die werd uitgezonden door de VARA. De hoofdrol in deze serie was weggelegd voor Rijk de Gooyer als de notoire chagrijn Fred Schuit. De serie heeft vier seizoenen  gelopen, met telkens een tussenpoos van een jaar (1991, 1993, 1995 en 1997). In totaal zijn er 47 afleveringen uitgezonden.

## Oorspronkelijke versie
De serie was gebaseerd op de BBC-reeks In Sickness and in Health, geschreven door Johnny Speight. Dit was het vervolg van Till Death Us Do Part, dat buiten Groot-Brittannië vooral bekend werd dankzij de Amerikaanse versie: All in the Family. De Engelse Fred Schuit heet Alf Garnett; zijn Amerikaanse evenknie is Archie Bunker. Overigens speelde De Gooyer in 1976 al een dergelijke rol in Met goed fatsoen, een tv-serie gebaseerd op Till death us do part die werd geproduceerd door de KRO, maar nooit is uitgezonden.

## Nederlandse versie
Alleen voor de eerste serie van In voor- en tegenspoed werd gebruikgemaakt van de originele scenario's. De tweede reeks werd geschreven door Paul Jan en Marc Nelissen, die ook de scenario's al bewerkten voor de eerste serie. Marc Nelissen was tevens regisseur van de serie.
Uiteraard werden veel typisch Brits/Londense elementen vervangen door Nederlands/Amsterdamse. Alf Garnett is supporter van West Ham United, Fred Schuit van Ajax. Alf Garnett stemt op de Conservatieven, Fred Schuit op de VVD. Wat wel gehandhaafd bleef was de naam van de Surinaamse homo die Fred en Dora bijstaat als hulp in de huishouding, die, net als Alf Garnetts politieke idool, Winston heet.
Na de beëindiging van de eerste Engelse reeks overleed de actrice die Alfs vrouw speelde. Johnny Speight liet daarom in de tweede serie het personage Else overlijden. In de Nederlandse versie vindt die gebeurtenis halverwege de eerste serie plaats. Ook een teken dat In voor- en tegenspoed geen zorgeloze, maar een zwarte komedie is.
Als een rode draad loopt door de serie de verstandhouding met zijn Belgische bovenbuurvrouw mevrouw Huisman, door Fred "dat Belgische secreet", "Belgische (Nijl)paard", "Vlaamse Gaai", "Fabiola" of "Mata Hari" genoemd. Indien Fred iets bij haar gedaan moet krijgen, wordt het plotseling "Zeg Thérese". Ook de verstandhouding met zijn schoonzoon Michiel is problematisch. Het kind van dochter Els heet, tot afschuw van Michiel, Fredje omdat Fred bij de bevalling geholpen heeft. Ook markant is de aanwezigheid in zijn zijkamertje van het "Verzetsmuseum".
De serie werd in Nederland opgenomen in de Indische Buurt in Amsterdam. Het huis waar Fred woont bevindt zich in de Balistraat. Ook de Javastraat en het inmiddels niet meer bestaande restaurant Kota Radja, op de hoek van de Insulindeweg en de Molukkenstraat, komen met enige regelmaat in beeld in de afleveringen.
Alle vier de seizoenen zijn verkrijgbaar op dvd.

## Rolverdeling

### Hoofdrollen
De hoofdrolspelers van de serie waren:
- Rijk de Gooyer - Fred Schuit
- Ingeborg Elzevier - Dora Schuit
- Moniek Kramer - Els Schuit
- Kees Hulst - Michiel
- Viviane De Muynck/Ann Petersen/Ria Verschaeren - Thérèse Huisman
- Mike Ho Sam Sooi - Huishoudhulp Winston

### Bijrollen
Aan de rolbezetting van de reeks valt de hoeveelheid 'grote namen' op. Veel van die acteurs hadden op artistiek gebied hun sporen al ruim verdiend, of stonden op het punt dat te gaan doen. Verschillende acteurs speelden in de serie meerdere rollen. Zo speelde Peer Mascini heilsoldaat, bankdirecteur en Freds huisarts. Jack Wouterse was eerst aannemer en later een kroegvriend van Fred met de naam Dirk.
In de loop der tijd werkten onder meer mee:
- Thomas Acda - Klusser en kroegvriend Mario, later barman (4e serie)
- Najib Amhali - Aziz, kickbokser
- IJf Blokker - Ober
- Pierre Bokma - Job Breevoort, zoon van overleden buurtbewoner
- Kees Boot - Martijn, student culturele antropologie
- Joekie Broedelet - Nicht van Dora en zus van Mies (1e serie)
- John Buijsman - Bouwvakker, paranormaal genezer
- Walter Crommelin - Huisarts Vaandrager
- Guus Dam - De Breed
- Piet Ekel - Juwelier
- Peter Faber - Kroegvriend Cor
- Max Groen - Kroegvriend Joop
- Greet Groot - Helderziende nicht van Dora en zus van Mies (4e serie)
- Carol van Herwijnen - Arts in ziekenhuis
- Rik Hoogendoorn - Melkboer, medewerker notariskantoor en kroegvriend
- Rob van Houten - Bankovervaller
- Bob Fosko - GEB monteur (onder echte naam Geert Timmers)
- Frits Jansma - Frits de barman (1e t/m 3e serie)
- Bert Klunder - Kok van kroegbaas Mario (4e serie)
- Herman Koch - Herman (vriend van Winston)
- Mimi Kok - Nicht Mies van Dora
- Huub van der Lubbe - Glazenwasser en Taxichauffeur
- Frits Lambrechts - Manager electronicazaak

- Rudolf Lucieer - Henk van den Eerenbeemt, medewerker van de woningbouwvereniging
- Peer Mascini - Heilsoldaat, bankdirecteur, huisarts
- Kees Prins - Dokter
- Lex de Regt - Ongeduldige automobilist
- Michiel Romeyn - Ton van de Geest en Miguel (de Cubaan, 3e serie)
- Huib Rooymans - Arts in ziekenhuis
- Camilla Siegertsz - Gerda, het zusje van Michiel dat bij Fred een kamer huurt (alleen 3e serie)
- Will Simon - Als zichzelf in "Opsporing gewenst"
- Maarten Spanjer - Kroegvriend Herman en Kraai in de uitvaartbranche bij Verlinden (4e serie)
- Gerard Thoolen - Kroegvriend Arie
- Coen van Vrijberghe de Coningh - Makelaar
- Martin van Waardenberg - Verkoper electronicazaak, campagnevoerder Hollands Blok en uitvaartondernemer Verlinden
- Paul Witteman - Presentator Paul Witteman
- Jack Wouterse - Suppoost, aannemer, kroegvriend Dirk
- Olga Zuiderhoek - Thea van de Geest

## Titelsong
De titelsong voor de serie werd geschreven door Tröckener Kecks en draagt de titel Het komt nooit meer goed. De tekst van het nummer is:
De avond valt
De dag is voorbij
Je loopt eenzaam over straat
Ooit was 't in voor en in tegenspoed
Nu weet je diep in je hart
Het komt nooit meer goed
De Tröckener Kecks namen het nummer, in 1992, zelf in een volledige versie op voor het album Andere plaats, andere tijd. Opvallend is wel dat hier de zin Ooit was het in voor- en tegenspoed is weggelaten.